# Daewoo Lanos

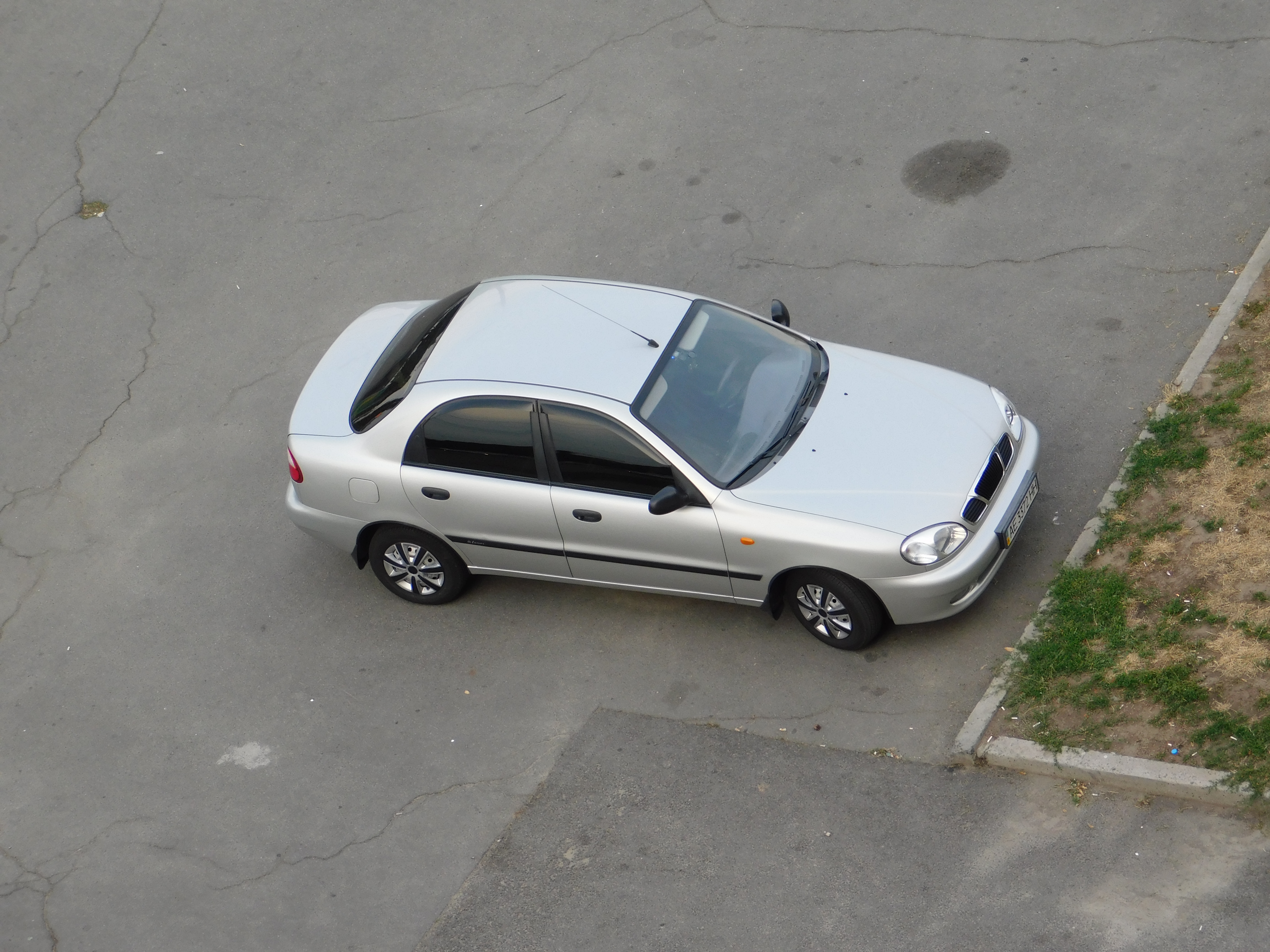
Daewoo Lanos.

Daewoo Lanos är en småbil tillverkad mellan 1997 och 2002. I Sverige såldes den mellan 1998 och 2000 i ett ganska litet antal. Lanos ritades av Giorgetto Giugiaro och fanns i tre karossutföranden; tredörrars halvkombi, femdörrars halvkombi och fyradörrars sedan. Till koncept och utseende är den lik den samtida versionen av Hyundai Accent och denna sågs även som en av huvudkonkurrenterna. Motorerna som erbjöds var på mellan 75 och 109 hästkrafter. År 2001 genomgick Lanos en mindre ansiktslyftning och ersattes helt 2003 av Daewoo Kalos. I Uzbekistan tillverkas den dock fortfarande under namnen Daewoo Sens och Chevrolet Lanos och konkurrerar exempelvis med lågprisbilen Dacia Logan. Sedan 2004 tillverkas bilmodellen även av ZAZ i Ukraina under namnen ZAZ Lanos, ZAZ Sens och ZAZ Chance.